# Quercus sanchezcolinii
Quercus sanchezcolinii — вид рослин з родини букових (Fagaceae), ендемік Китаю.

## Опис
Вид виростає вище 3 метрів.

## Поширення й екологія
Цей вид дуба — ендемік Китаю.